# المن (ایندیانا)
المن، ایندیانا (به انگلیسی: Allman, Indiana) یک منطقهٔ مسکونی در ایالات متحده آمریکا است که در ایندیانا واقع شده‌است.

## خصوصیات
المن ۲۳۴٫۰۹ متر بالاتر از سطح دریا واقع شده‌است.